# Loricifera
Embranchement
Classe
Ordre
Classification phylogénétique
- Cuticulates
  - Gastrotriches
  - Ecdysozoaires
    - Panarthropodes
    - Introvertés
      - Nématozoaires
        - Nématodes
        - Nématomorphes

      - Céphalorhynches
        - Kinorhynches
        - Loricifères
        - Priapuliens

Les loricifères (Loricifera) forment un embranchement d'animaux ecdysozoaires.

## Distribution
Ils vivent dans les sédiments de tous les océans du monde.

## Description
Moins d'une quarantaine d'espèces ont été décrites en 2013 sur la centaine connue.

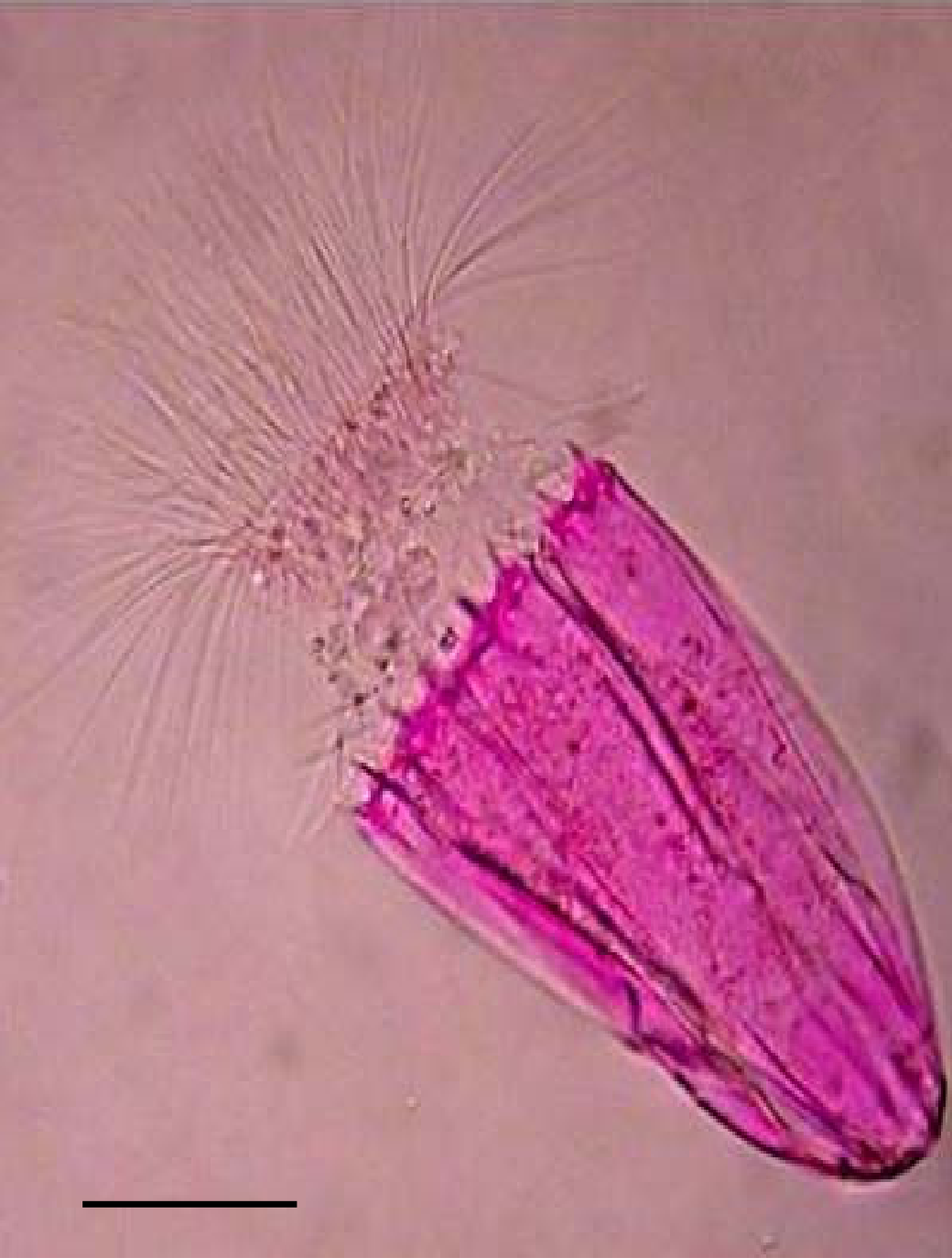
Spinoloricus cinziae coloré au rose Bengale

Ce sont des animaux microscopiques qui mesurent de 0,05 à 0,7 mm.
Ils sont composés de deux parties l’introvert et l’abdomen, recouverts d’une lorica constituée de six à trente plaques rigides. Ils portent des scalides chitineux utilisés pour la classification. Mâles et femelles sont de même taille.
Certaines espèces vivent de manière permanente dans des conditions anoxiques. Le projet européen HERMES (Hotspot Ecosystem Research on the Margins of European Seas) a permis de découvrir des loricifères vivants et se reproduisant dans un milieu de sulfures toxiques grâce à des hydrogénosomes.

## Liste des sous-taxons
Selon World Register of Marine Species (10 mai 2021) :
- ordre Nanaloricida Kristensen, 1983
  - famille Nanaloricidae Kristensen, 1983
    - genre Armorloricus Kristensen & Gad, 2004
    - genre Australoricus Heiner, Boesgaard & Kristensen, 2009
    - genre Culexiregiloricus Gad, 2009
    - genre Nanaloricus Kristensen, 1983
    - genre Phoeniciloricus
    - genre Spinoloricus Heiner & Neuhaus, 2007

  - famille Pliciloricidae Higgins & Kristensen, 1986
    - genre Pliciloricus Higgins & Kristensen, 1986
    - genre Rugiloricus Higgins & Kristensen, 1986
    - genre Titaniloricus

  - famille Urnaloricidae Heiner & Kristensen, 2009
    - genre Urnaloricus Heiner & Kristensen, 2009

et les genres incertae sedis :
- Tenuiloricus Neves & Kristensen, 2013
- † Eolorica Harvey & Butterfield, 2017

Le genre fossile Sirilorica Peel, 2010 a été rapproché des loricifères.

## Publications originales
- Kristensen, 1983 : Loricifera, a new phylum with Aschelminthes characters from the meiobenthos. Zeitschrift fuer Zoologische Systematik und Evolutionsforschung, vol. 21, no 3, p. 163-180.
- Anderson, 1992 : Classification of organisms: living & fossil. p. 1-69.